# Parafia św. Jadwigi Królowej w Gorlicach
Parafia św. Jadwigi Królowej w Gorlicach – parafia rzymskokatolicka znajdująca się w diecezji rzeszowskiej, dekanacie gorlickim. Erygowana w 1997. Mieści się przy ulicy Ariańskiej. 

## Historia
Parafia św. Jadwigi w Gorlicach została erygowana 15 sierpnia 1997 r. na mocy dekretu bpa rzeszowskiego Kazimierza Górnego. Pierwotnie za świątynie służyła mała tymczasowa kaplica, która została poświęcona 7 czerwca 1998 r. razem z krzyżem i placem pod budowę świątyni parafialnej. W grudniu tego samego roku (1997) rozpoczęto prace przy budowie kościoła parafialnego oraz plebanii, której projektantem był architekt Jan Okowiński z Nowego Sącza. W kolejnych latach budowa nowej świątyni szybko wzrastała. Kamień węgielny poświęcił 6 czerwca 1999 r. (podczas pielgrzymki do Polski) papież Jan Paweł II w Starym Sączu. W czerwcu 2000 roku podczas odpustu parafialnego miało miejsce wmurowanie kamienia węgielnego przez bpa Kazimierza Górnego. Od świąt Bożego Narodzenia w roku 2003 nabożeństwa rozpoczęto celebrować w nowej świątyni. W 2007 roku na 10-lecie parafii do kościoła wprowadzono relikwie patronki kościoła i parafii – św. Jadwigi Królowej. Kościół został uroczyście konsekrowany 8 czerwca 2014 r. przez ks. bpa Jana Wątrobę ordynariusza diecezji rzewszowskiej.
Księgi metrykalne w parafii prowadzone są od roku 1999, wcześniejsze księgi znajdują się w parafii Narodzenia NMP w Gorlicach (bazylika). 
Z historią parafii wiążą się organizowane festyny parafialne; pierwszy festyn odbył się w 1999 roku.

## Zasięg parafii
Ulice: Ariańska, Armii Krajowej, Batorego, Biechońskiego, Broniewskiego, Brzechwy, Chrobrego, Dolna, Dukielska, Gałczyńskiego, Jezierskiego, Kazimierza Wielkiego, Klimkowicza, Kochanowskiego, Kościuszki, Królowej Jadwigi, Krzewickiego, Krzywoustego, Kwiatowa, Lenartowiczów, Łąkowa, Łokietka, Makuszyńskiego, Mickiewicza (nry 28-34, 15-17), Mieszka I, Nowodworze, Orzeszkowej, Piękna, Pocieszka, Pod Lodownią, Polna, Prusa, Reja, Reymonta, Rybickiego, Sienkiewicza, Słowacka, Sokolska, Sosnowa, Szpitalna, Węgierska (nry 1-95, 2-52), Warneńczyka, Żeromskiego.

## Proboszczowie
- ks. Jerzy Gondek – od 1998 (pierwszy proboszcz)[5]